# 田中純 (思想史学者)
田中 純（たなか じゅん、1960年2月27日 - ）は、日本の思想史学者、東京大学教授を務めた。専門は思想史、表象文化論。

## 経歴
宮城県仙台市生まれ。1985年東京大学教養学部教養学科ドイツ分科卒業、国際交流基金勤務。
1988年東京大学大学院総合文化研究科地域文化研究専攻修士課程入学、1991年同博士課程入学。1992 - 93年に、ドイツ学術交流会奨学生としてドイツ・ケルン大学に留学。
1993年東京大学教養学部助手、1994年専任講師、1995年助教授、1996年大学院総合文化研究科助教授、 2000年大学院情報学環助教授、2003年大学院総合文化研究科助教授、2007年同准教授、2009年11月から同教授。2024年3月で東京大学を定年退任。
2001年、『ミース・ファン・デル・ローエの戦場』で東京大学より博士（学術）の学位取得、2002年、『アビ・ヴァールブルク記憶の迷宮』でサントリー学芸賞受賞。
2008年、『都市の詩学』で芸術選奨新人賞受賞。2009年、『政治の美学』で毎日出版文化賞受賞。2010年、ドイツ政府よりフィリップ・フランツ・フォン・ジーボルト賞を授与される。 2025年、『磯崎新論』で第1回永井荷風文学賞候補。
妻の父は林道義で2世帯住宅で同居している。2009年度には読売新聞で書評委員をした。教え子に平倉圭がいる。

## 著作

### 単著
- 『残像のなかの建築——モダニズムの<終わり>に』（未來社、1995年、新版2007年）
- 『都市表象分析Ⅰ』（INAX出版、2000年）
- 『ミース・ファン・デル・ローエの戦場——その時代と建築をめぐって』（彰国社、2000年）
- 『アビ・ヴァールブルク——記憶の迷宮』（青土社、2001年、新版2011年）
- 『死者たちの都市へ』（青土社、2004年）
- 『都市の詩学——場所の記憶と徴候』（東京大学出版会、2007年、増補版2024年）
- 『政治の美学——権力と表象』（東京大学出版会、2008年、増補版2025年）
- 『イメージの自然史——天使から貝殻まで』（羽鳥書店、2010年）
- 『建築のエロティシズム——世紀転換期ウィーンにおける装飾の運命』（平凡社新書、2011年）
- 『冥府の建築家——ジルベール・クラヴェル伝』（みすず書房、2012年）
- 『過去に触れる——歴史経験・写真・サスペンス』（羽鳥書店、2016年）
- 『歴史の地震計―アビ・ヴァールブルク『ムネモシュネ・アトラス』論』（東京大学出版会、2017年）
- 『デヴィッド・ボウイ——無（ナシング）を歌った男』（岩波書店、2021年）
- 『イメージの記憶(かげ)―危機のしるし』（東京大学出版会、2022年）
- 『磯崎新論』（講談社、2024年）

### 編著・共著
- 『磯崎新の革命遊戯』（TOTO出版、1996年）
- 『村山知義とクルト・シュヴィッタース』 マルク・ダシー、塚原史・白川昌生・松浦寿夫共著（水声社、2005年）
- 『イメージ学の現在　ヴァールブルクから神経系イメージ学へ』 坂本泰宏・竹峰義和共編（東京大学出版会、2019年）
- 『「かげ」の芸術家　ゲルハルト・リヒターの生政治的アート』（ワコウ・ワークス・オブ・アート、2022年）、図録解説
- 『徹底討議：二〇世紀の思想・文学・芸術』 沼野充義・松浦寿輝と（講談社、2024年3月）

### 翻訳
- マリ・グリフィス 『神話と伝説─ロンドン・ナショナルギャラリー・ポケットガイド』 監訳担当・坂口さやか訳（ありな書房、2012年）
- アビ・ヴァールブルク 『ヴァールブルク著作集 別巻1 ムネモシュネ・アトラス』 伊藤博明・加藤哲弘と共解説、石井朗企画構成（ありな書房、2012年）
- サイモン・クリッチリー『ボウイ─その生と死に』（新曜社、2017年）

## 参考
- 駒場2001　東京大学教養学部